# Station Hunts Cross
Hunts Cross is een spoorwegstation van National Rail in Hunts Cross, Liverpool in Engeland. Het station is eigendom van Network Rail en wordt beheerd door Merseyrail. Het station is Grade II listed